# Cerâmica Clube
O Cerâmica Futebol Clube atual Cerâmica Clube é um clube brasileiro de futebol da cidade de Mogi-Guaçu. A equipe foi fundada em 2 de janeiro de 1948 e disputou seis edições do campeonato paulista da terceira divisão: 1958, 1961, 1962, 1963, 1964 e 1965.
Atualmente o clube participa apenas de campeonatos amadores de futebol.

## Participações em estaduais
- Campeão Torneio da Amizade * Guaçuano
- Terceira Divisão (atual A3) = 6 (seis)
  - 1958 - 1961 - 1962 - 1963 - 1964 - 1965